# Belvedere di Spinello
Belvedere di Spinello ist eine italienische Stadt in der Provinz Crotone in Kalabrien mit 1943 Einwohnern (Stand 31. Dezember 2023).

## Lage und Daten
Belvedere di Spinello liegt 33 km nordwestlich von Crotone auf Ausläufern des Sila Gebirges. Die Ortsteile sind Belvedere und Spinello. Die Nachbargemeinden sind Casabona, Castelsilano, Rocca di Neto und Santa Severina.
Der Ort ist landwirtschaftlich geprägt. Produziert wird Olivenöl, Getreide und Futtermittel.

## Geschichte
Der Ort wurde 1471 vom griechischen Grafen Giorgio Paleologo Assan zusammen mit seinem Bruder Tommaso gegründet. 1863 erhielt der Ort seinen jetzigen Namen.

## Sehenswürdigkeiten
Im Ort existiert eine Thermalquelle.